# Bertholdia flavodorsata
Bertholdia flavodorsata är en fjärilsart som beskrevs av Rothschild 1910. Bertholdia flavodorsata ingår i släktet Bertholdia och familjen björnspinnare. Inga underarter finns listade i Catalogue of Life.